# Džibuti
Repúblika Džibúti (arabsko جيبوتي, latinizirano: Jībūtī, somalsko Jabuuti, afarsko Yibuuti, francosko Djibouti) je obmorska država Afriškega roga v vzhodni Afriki. Džibuti na severu meji na Eritrejo, na zahodu in jugu na Etiopijo, na jugovzhodu na Somalijo, na preostanku meje pa na Rdeče morje in Adenski zaliv. Ozemlje Jemna na Arabskem polotoku loči od Džibutija le 20 km morja v prelivu Bab-el-Mandeb.